# Гомосексуальність у сучасному спорті
Спільнота лесбійок, геїв, бісексуалів, трансгендерів, квір та інших негетеросексуальних або нецисгендерних (ЛГБТК+) спільнот поширена у спорті у всьому світі.
У 1980-х Том Ваддел, олімпійський десятиборецць, провів перші гей-ігри в Сан-Франциско. З тих пір було засновано багато спортивних гей-організацій, які проводили свої змагання.
Останнім часом тенденція спрямована на відкрите прийняття спортсменів ЛГБТК +, проте, рівень прийняття може варіюватися в залежності від таких факторів, як вік спортсмена, його країна походження. Як наслідок гомофобії у спортивному співтоваристві відбулися помітні судові процеси проти цієї дискримінації.

## Визначні спортсмени ЛГБТК +

### Джон Каррі
Джон Каррі народився наприкінці 1940-х років, був успішним британським фігуристом. Маючи свій унікальний стиль катання, Каррі виграв золоту медаль на Олімпійських іграх 1976 року в австрійському Інсбруку. У тому ж році Каррі заявив, що він гей, ставши одним із перших відкритих геїв золотих медалістів. Каррі помер у віці 44 років після боротьби зі СНІДом.

### Біллі Джин Кінг
Біллі Джин Кінг — тенісистка номер один у світі, і, за словами К. К. Оттесен з Washington Post, відома як феміністична ікона. Вона народилася в США в 1943 році і професійно займалась спортом протягом 1960-х та 1970-х років. Через 10 років після завершення спортивної кар'єри Кінг була викрита колишньою коханкою. Після цього одкровення Кінг зайняла рішучішу позицію щодо захисту прав геїв і виступала за гендерну рівність, зокрема рівну оплату праці спортсменів і спортсменок. У 2009 році Білий дім нагородив її Президентською медаллю Свободи, відзначивши причетність Кінг до просування гендерної рівності та той факт, що вона була найпомітнішою та успішною відкритою лесбійською спортсменкою.

### Джейсон Коллінз
Джейсон Коллінз, 1978 року народження, був американським професійним баскетболістом. Коллінз грав у баскетболі першого дивізіону в Стенфордському університеті, де отримав відзнаку Першої команди All-Pac10 у сезоні 2000—2001. Пізніше він був прийнятий у перший раунд проекту Національної баскетбольної асоціації (НБА), де зіграв 13 сезонів. У 2013 році Коллінз зробив камінг-аут у статті Sports Illustrated, написаній від першої особи за допомогою журналіста, що офіційно зробило його першим відкритим гравцем НБА. Незважаючи на те, що його розкриття не відбулося без критики, Коллінз отримав позитивну підтримку та був зображений на обкладинці Топ-100 найвпливовіших людей журналу Time .

### Майкл Сем
Майкл Сем, 1990 року народження, був американським футболістом в університеті Міссурі. У Міссурі, в своєму останньому сезоні в 2013 році, Сем був визнаний кращим захисником Південно-Східної конференції (SEC). Після завершення кар'єри, в інтерв'ю ESPN Сем відкрито заявив, що є геєм. У наступні місяці Сем був викликаний до сьомого туру Національної футбольної ліги (НФЛ) в «Сент-Луїс Рамз», ставши першим відкритим гей-спортсменом, якого коли-небудь брали в НФЛ. Згодом, у 2014 році, Сем був нагороджений премією Артура Еша Куража ESPYS за «мужнє оголошення, що він був геєм до призову в НФЛ».

### Меган Рапіноу
Меган Рапіноу, 1985 року народження, — відома американська футболістка. Рапіноу — дворазова чемпіонка світу з футболу серед жінок у складі жіночої національної збірної США з футболу, була нагороджена нагородами «Золотий бутс» та «Золотий м'яч». Рапіноу відкрита лесбійка, і в 2013 році вона отримала нагороду Ради директорів Центру геїв і лесбійок Лос-Анджелеса за роль в активізації спільноти ЛГБТК +. Чемпіонка світу також добре відома своєю активністю в інших суспільно важливих секторах, таких як гендерна та расова нерівність.

## Гомофобія в спортивній культурі
Гетеронормативність, від професійного спорту до дитячої легкої атлетики, розглядають як домінантну парадигму в спортивній культурі. Вона проявляється як погляд на гетеросексуальність, як на стандартну або бажану сексуальність, і цей спосіб мислення часто доводиться до крайності, що згодом робить акцент на гегемоністичній мужності.Поширеність гетеронормативного мислення в легкій атлетиці призвело до спортивної культури, яка традиційно є дуже нетерпимою до гомосексуальності. Це гомофобне ставлення було задокументовано особливо у підліткових видах спорту, оскільки нещодавнє дослідження Денні Осборна та Вільяма Е. Вагнера показало, що чоловіки-підлітки, які брали участь у популярних видах спорту, таких як футбол, баскетбол та бейсбол, значно частіше були гомофобами, ніж інші однолітки свого віку.
У дослідженні 2009 року про добробут одностатевої молоді в США Ліндсі Уілкінсон та Дженніфер Пірсон виявили, що низька самооцінка та високий рівень депресії серед одностатевої молоді корелюються із поширеністю футболу в середній школі. Дослідники соціології Сарторе і Каннінгем також виявили подібну стигматизацію щодо тренерів-гомосексуалів, оскільки, батьки середньої школи не бажають дозволяти тренувати своїх дітей когось, хто є геєм або лесбійкою. Вони також виявили подібне ставлення і самих спортсменів середньої школи. Незважаючи на очевидну поширеність гомофобного мислення в спортивній культурі, останні дослідження науковців зафіксували тенденцію до зростання відкритих гомосексуальних спортсменів у середній школі та колегіальних видах спорту.
Однак ця тенденція не спостерігалась у професійному спорті, де гомосексуальність залишається значною мірою стигматизованим. До прикладу, в Англійській асоціації професійних футболістів (PFA), нещодавня рекламна кампанія, розроблена PFA проти гомофобії, зазнала невдачі, оскільки жоден професійний футболіст не бажав асоціюватися з рекламою. Тенденція також поширена серед англійських футбольних вболівальників. Нещодавнє дослідження, опубліковане в 2018 році, демонструє, що вболівальники часто вживають гомофобні нецензурні вирази. Дослідження виявляє, що мотивом образливої мови є те, що вболівальники «намагаються отримати перевагу для своєї команди».
Соціологи, які досліджували проблему лесбійок в американському спорті в 1980-х і 1990-х роках, виявили явні та приховані механізми соціальної дискримінації. Однак гомофобія стрімко падала протягом попередніх десятиліть, і дослідження показують, що ставлення до жіночої гомосексуальності в спорті покращилося.
Збільшилось число окремих спортсменів, які публічно виступають як ЛГБТК +. Крім того, останнім часом було здійснено багато спроб такими організаціями, як Національний центр прав лесбійок (NCLR), розвіяти гомофобські установки в колегіальних та професійних командних видах спорту. NCLR співпрацював із San Francisco 49ers та спортивними відділеннями таких університетів, як Північна Кароліна, Флорида та Стенфорд, з метою перегляду командної політики для більш відкритого розміщення спортсменів ЛГБТК +.
Опитування Out on the Fields, ініційоване в 2015 році членами оргкомітету Bingham Cup Sydney 2014, є першим і найбільшим дослідженням, проведеним про гомофобію у спорті. У ньому було опитано 9494 спортсмени з різною сексуальною ідентичністю (25 % з яких визнали гетеросексуальними). Опитування показало, що лише 1 % учасників вважали, що лесбійки, геї та бісексуали «повністю прийняті» у спортивній культурі, тоді як 80 % респондентів заявили, що були свідками або переживали гомофобію у спортивному середовищі. Рівень та випадки дискримінації за ознакою сексуальності у спорті високі, 62 % респондентів стверджують, що гомофобія частіше зустрічається в командних видах спорту, ніж у будь-якій іншій частині суспільства.
Існує також гендерна різниця відносно спортсменів-чоловіків та жінок, які виступають як ЛГБТК +. Бріттні Грінер також зробила камінг-аут майже відразу після вступу до WNBA. Це було за місяць до того, як Джейсон Коллінз відкрився, і через нього почався галас у ЗМІ, в той час як оголошення Грінер майже не було висвітленно.